# Ultimate Best Of
Albums de Telex
How Do You Dance?
(2006)
Ultimate Best Of est une compilation de 22 morceaux du groupe Telex sorti en 2009. L'album est édité par Emi.

## Pistes
| No  | Titre                                | Durée |
| --- | ------------------------------------ | ----- |
| 1.  | Moskow diskow                        | 4:03  |
| 2.  | Spike Jones                          | 3:26  |
| 3.  | Rock Around the Clock                | 3:54  |
| 4.  | Dance to the music                   | 4:15  |
| 5.  | Euro-Vision                          | 2:42  |
| 6.  | The Voice                            | 3:38  |
| 7.  | Wonderful world                      | 3:56  |
| 8.  | Beautiful li(f)e                     | 3:32  |
| 9.  | Dingo bells                          | 1.14  |
| 10. | Pakmövast                            | 3:39  |
| 11. | Twist à St Tropez                    | 3:19  |
| 12. | En route vers de nouvelles aventures | 3:38  |
| 13. | We are all getting old               | 3:42  |
| 14. | La Bamba                             | 4:05  |
| 15. | On The Road Again                    | 2:58  |
| 16. | Peanuts                              | 3.07  |
| 17. | Second hand                          | 3:27  |
| 18. | Cliché                               | 0:43  |
| 19. | Raised by snakes                     | 3:50  |
| 20. | I Don't Like Music                   | 4:46  |
| 21. | Rendez-vous dans l'espace            | 4:24  |
| 22. | Finale                               | 0:11  |